# Droogbak 1CD

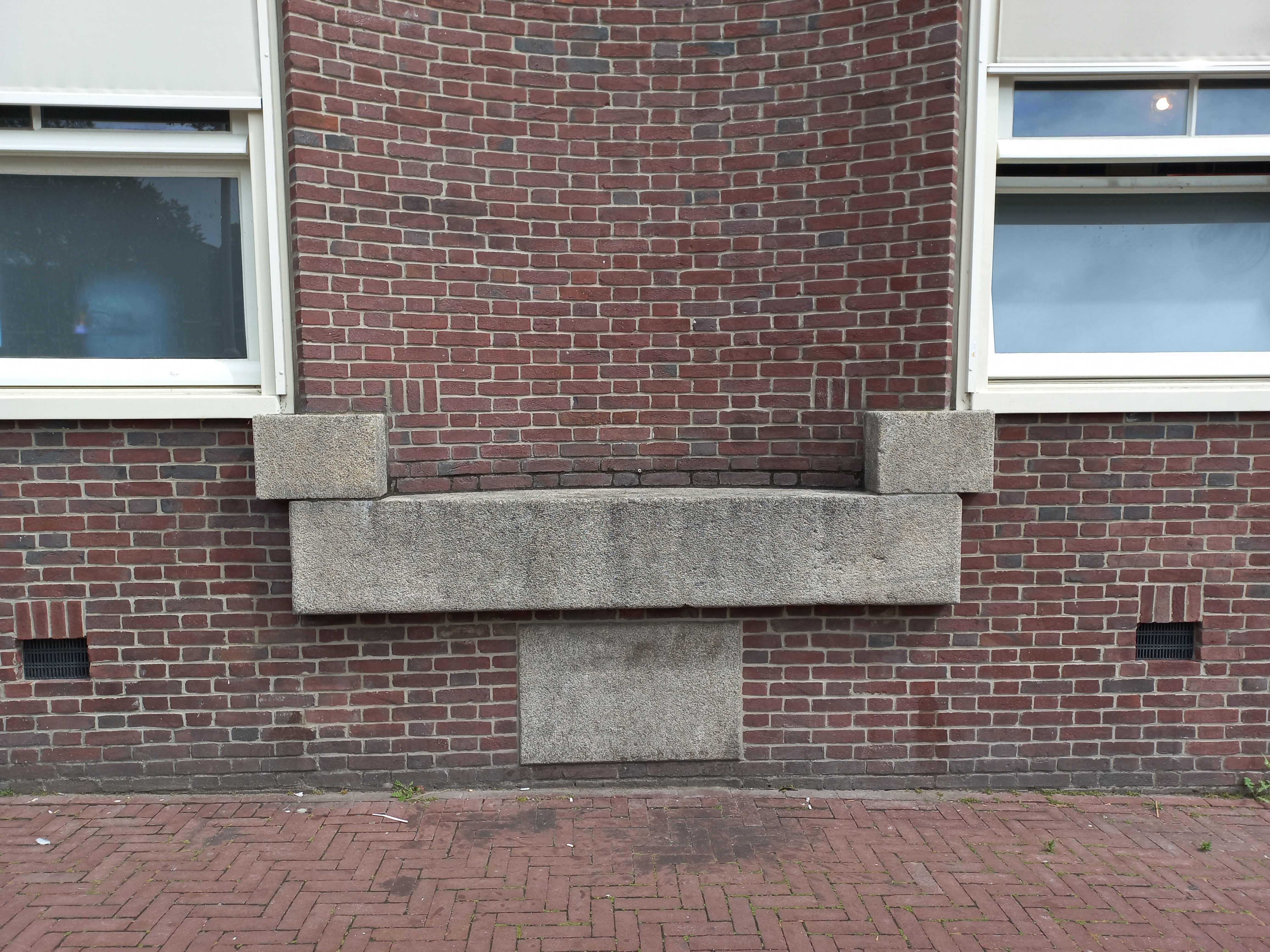
Golvend deel tegenover hoeken levert een zitje op (augustus 2022)

Droogbak 1CD te Amsterdam is een gebouw aan de straat Droogbak te Amsterdam-Centrum.

## Situering
De bebouwing aan de straat Droogbak valt in drie delen uiteen. Aan de zuidkant bevindt zich normale straatbebouwing waarbij herenhuis naast herenhuis is geplaatst. De bebouwing aan de noordkant bestaat uit twee gebouwen, die allebei huisnummer 1 dragen. Op huisnummer 1A staat het Gebouw Droogbak, op 1CD staat een voormalig schoolgebouw. Deze gebouwen zijn in wezen geen buren van elkaar; tussen de gebouwen loopt met een slinger de Nieuwe Westerdokstraat. Deze straat is in Amsterdam bekend vanwege de aangelegde tramrails die nooit gebruikt werden. Aan de overzijde van het spoor bevindt zich nog een opvallend gebouw; het Havengebouw uit 1960. 

## School
In 1920 wordt melding gemaakt van nieuwbouw op deze plek, een nog open terrein aan Droogbak, dat een onderwijsinstelling krijgt. Er komt een meerledig gebouw:
- kweekschool voor vakleraren voor het schipperij- en visserijonderwijs; een rijksinstelling
- de Amsterdamse schippersschool, die uit een gebouw aan De Ruyterkade (geslachtofferd voor een locomotiefremise voor Station Amsterdam Centraal)  komt; een gemeentelijke instelling in neen rijksgebouw;
- arbeidsbeurs voor schippers.

De Tijd van 31 januari 1920 kondigt aan dat het een kapitaal bouwwerk zal worden.
Deze vroege aankondiging liet onverlet dat er pas op 15 september 1924 een aanbesteding volgde. Er is flink bezuinigd op de functionaliteit. Van een kweekschool is geen sprake meer en er wordt ook niet meer gerept over een arbeidsbeurs. Wat overbleef was een school met zeven lokalen, één groot algemeen lokaal (alle aan de zuidkant), een kleine keuken en enkele algemene ruimten, zoals garderobes en wc’s (aan de noordkant). Toen de opening van de school in zicht was werd ze vernoemd naar politicus Harm Smeenge, pleitbezorger van binnenschippers. Ondergebracht aan Droogbak werden een dagschool voor schipperskinderen, een avondschool voor schipperskinderen en een vakschool voor varensgezellen; exploitatie was voor rekening van het Onderwijsfonds van de Vereeniging van Gezagsvoerders bij de Binnenvaart. Op 1 oktober 1925 werd het complex in aanwezigheid van Harm Smeenge geopend.  Het gebouw was ontworpen door de Dienst der Publieke Werken, architect Pieter Lucas Marnette werkte eraan onder supervisie van Allard Remco Hulshoff. De opening was destijds landelijk nieuws; in die jaren moest plek gezocht worden voor onderwijs aan ongeveer 6000 schipperskinderen. De school hield het tot eind jaren zestig vol.
De bouwstijl is een enigszins sobere versie van de Amsterdamse School. Vooral de golvende geveldelen en de trapramen wijzen op die bouwstijl. Opvallend is het verschil in het glasoppervlak aan noord- en zuidkant. Aan de noordkant waar druk treinverkeer plaatsvindt zijn de raampartijen veel kleiner dan aan de zuidkant. Voor de zuidgevel lag dan ook nog eens de speelplaats.

## Na de school
De schippersschool vertrok waarna het gebouw diverse bestemmingen kreeg (sportschool, oefenruimte). In 2022 biedt het onderdak aan dagopvang van problematische drugsverslaafden. Er waren in 1988 toen dit geopperd werd alom protesten, maar de Gemeente Amsterdam had dertig locaties onderzocht waarvan deze de minst slechte was. Wel werden er aanvullende eisen gesteld, met name aan de omgeving (extra surveillance, drugsvrije zone en samenscholingsverbod etc.)  Wethouder Walter Etty beloofde statig dat als ook hier overlast zou ontstaan: hij niet zou aarzelen de opvang te sluiten. Tot aan de Raad van State werd geprocedeerd, waarna eind 1989 alsnog een aantal drugverslaafden dagbesteding in het gebouw konden vinden bij Blaka Watra (Zwart water) van De Regenboog.

## Monument
Het gebouw werd op 22 april 2002 opgenomen in het monumentenregister vanwege haar architectuur-, cultuurhistorische en typologische waarde. Het is een voorbeeld van de Amsterdamse School en een belangrijk voorbeeld binnen het oeuvre van Marnette. Ook de opvallende situering droeg bij aan het monumentschap. 